# Trichiura crataegi
Trichiura crataegi és una espècie de lepidòpter ditrisi de la família lasiocàmpids (Lasiocampidae). Es troba per tot Europa (excepte Islàndia) fins a l'est d'Anatòlia. L'envergadura alar és 25-30 mm.

## Història natural
Els adults volen d'agost a setembre. Les larves s'alimenten de diverses plantes i arbres, incloent Betula verrucosa, Betula pubescens, Betula nana, Alnus incana, diferents espècies de Salix (incloent Salix lapponum, Salix hastata, Salix repens, Salix starkeana, Salix caprea i Salix phylicifolia), Populus tremula, Sorbus aucuparia, Crataegus, Prunus padus, Vaccinium myrtillus i Vaccinium uliginosum.

## Subespècies[1]
- Trichiura crataegi crataegi
- Trichiura crataegi ariae
- Trichiura crataegi borealis
- Trichiura crataegi lasistana

## Galeria

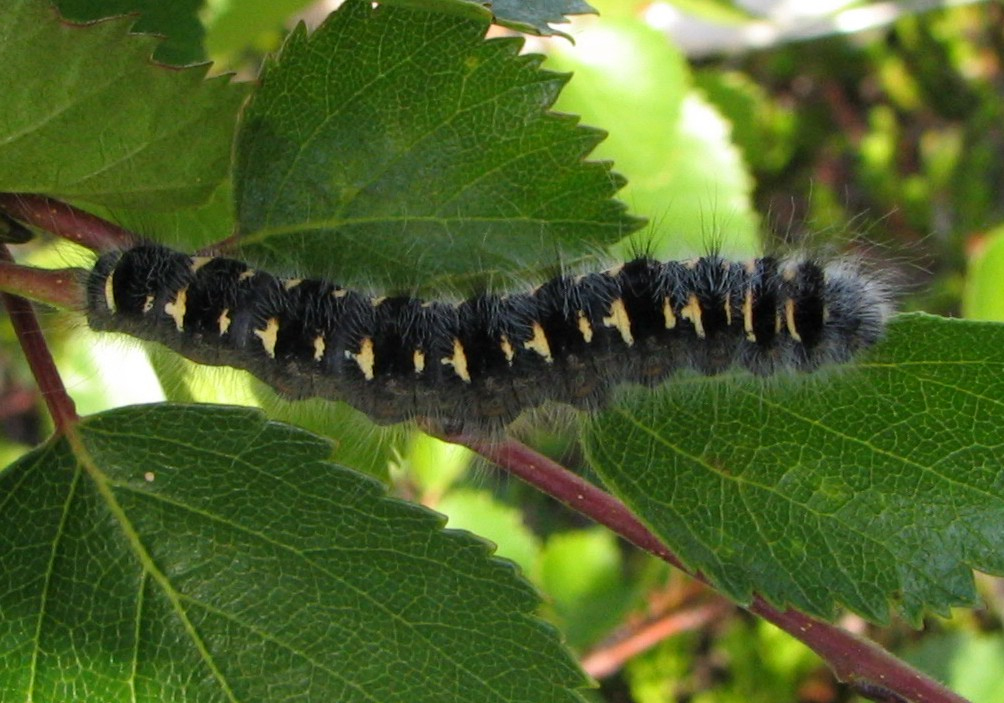
Larva
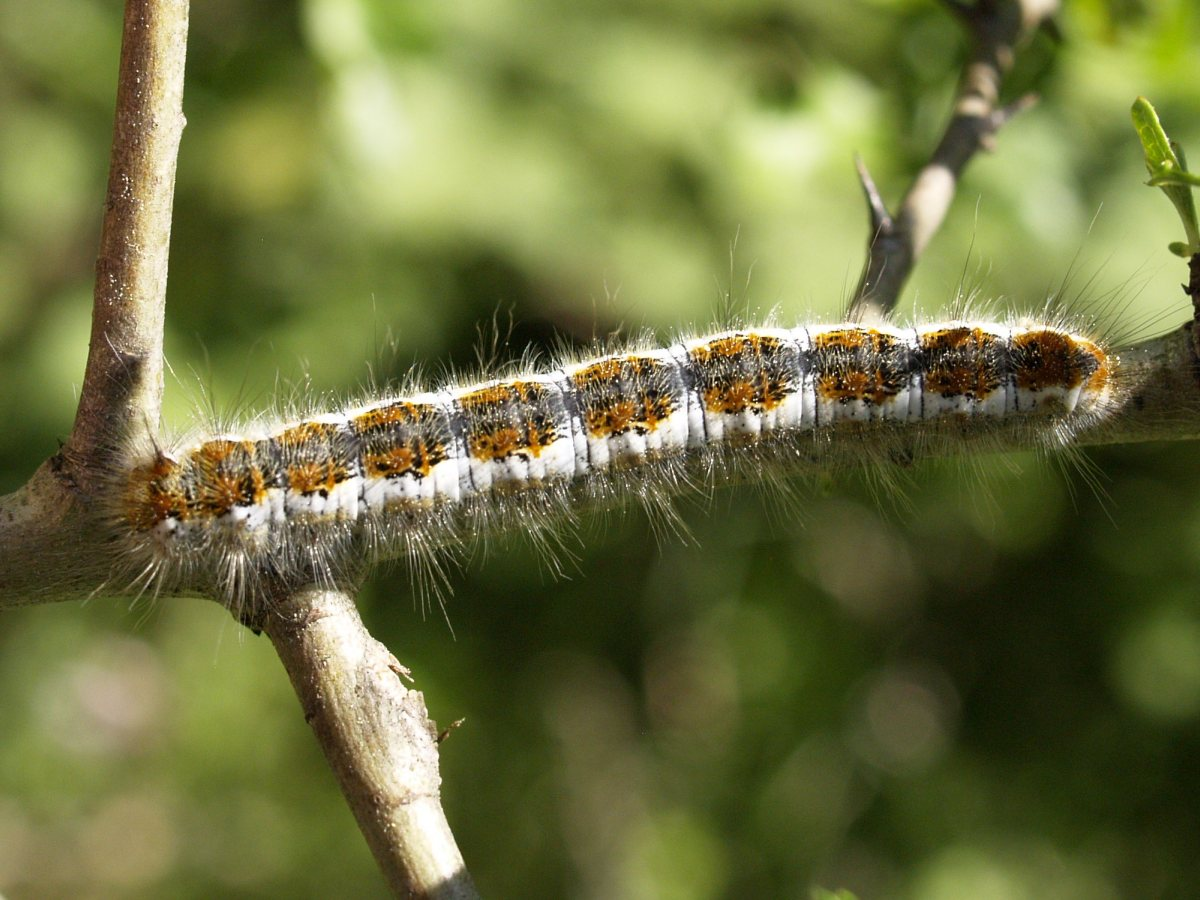
Larva
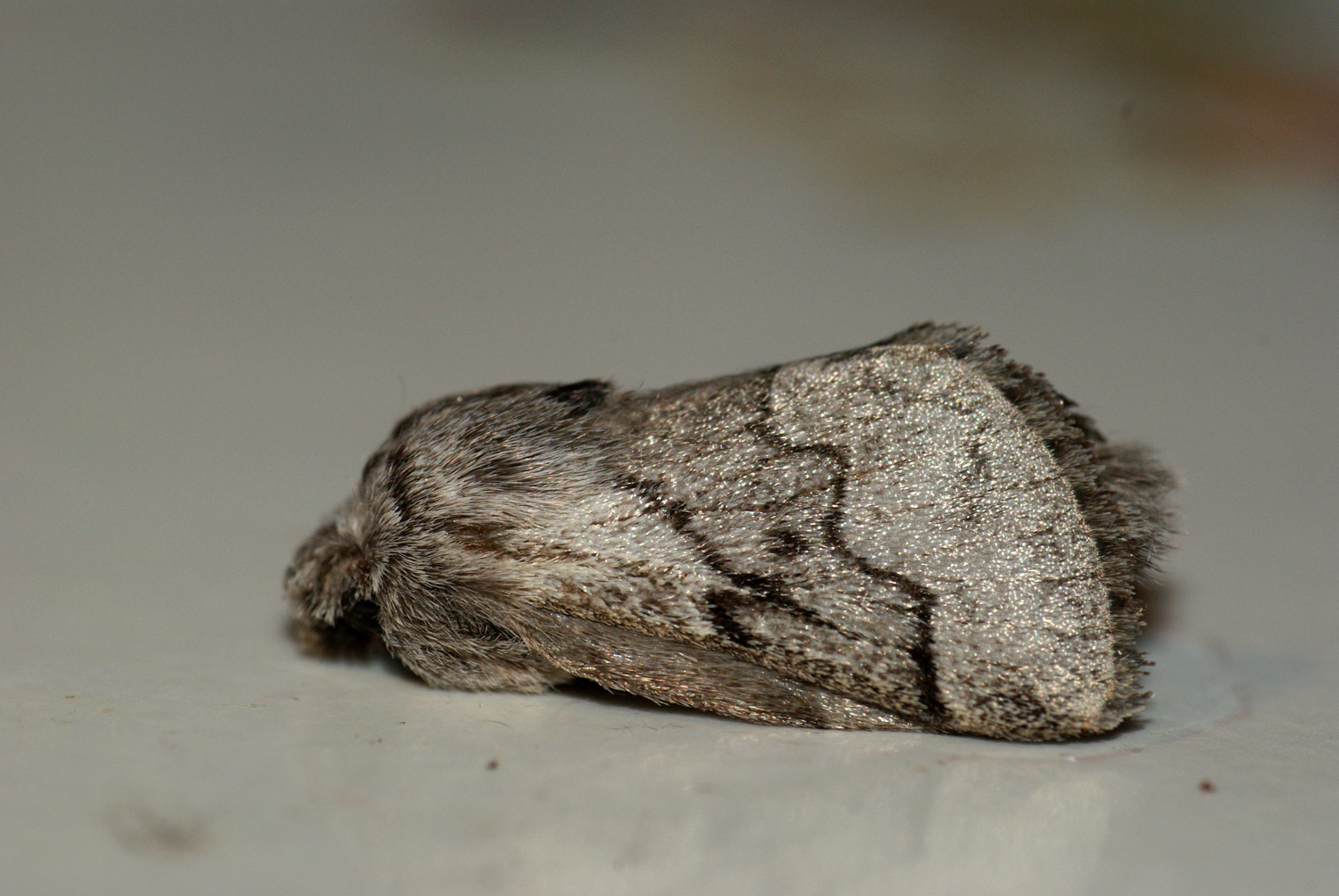